# Olenecamptus timorensis
Olenecamptus timorensis är en skalbaggsart som beskrevs av Franz 1972. Olenecamptus timorensis ingår i släktet Olenecamptus och familjen långhorningar. Inga underarter finns listade i Catalogue of Life.